# Predições cristãs não cumpridas
Este artigo não inclui previsões de autores de textos sagrados. Inclui outras previsões notáveis e originais, bem como previsões baseadas em interpretações de textos sagrados.

As previsões escritas em grandes textos sagrados são abordadas em artigos como Profecia bíblica. Outra lista, específica para a Segunda vinda de Jesus Cristo, pode ser encontrada em Previsões e declarações para a Segunda vinda de Cristo.

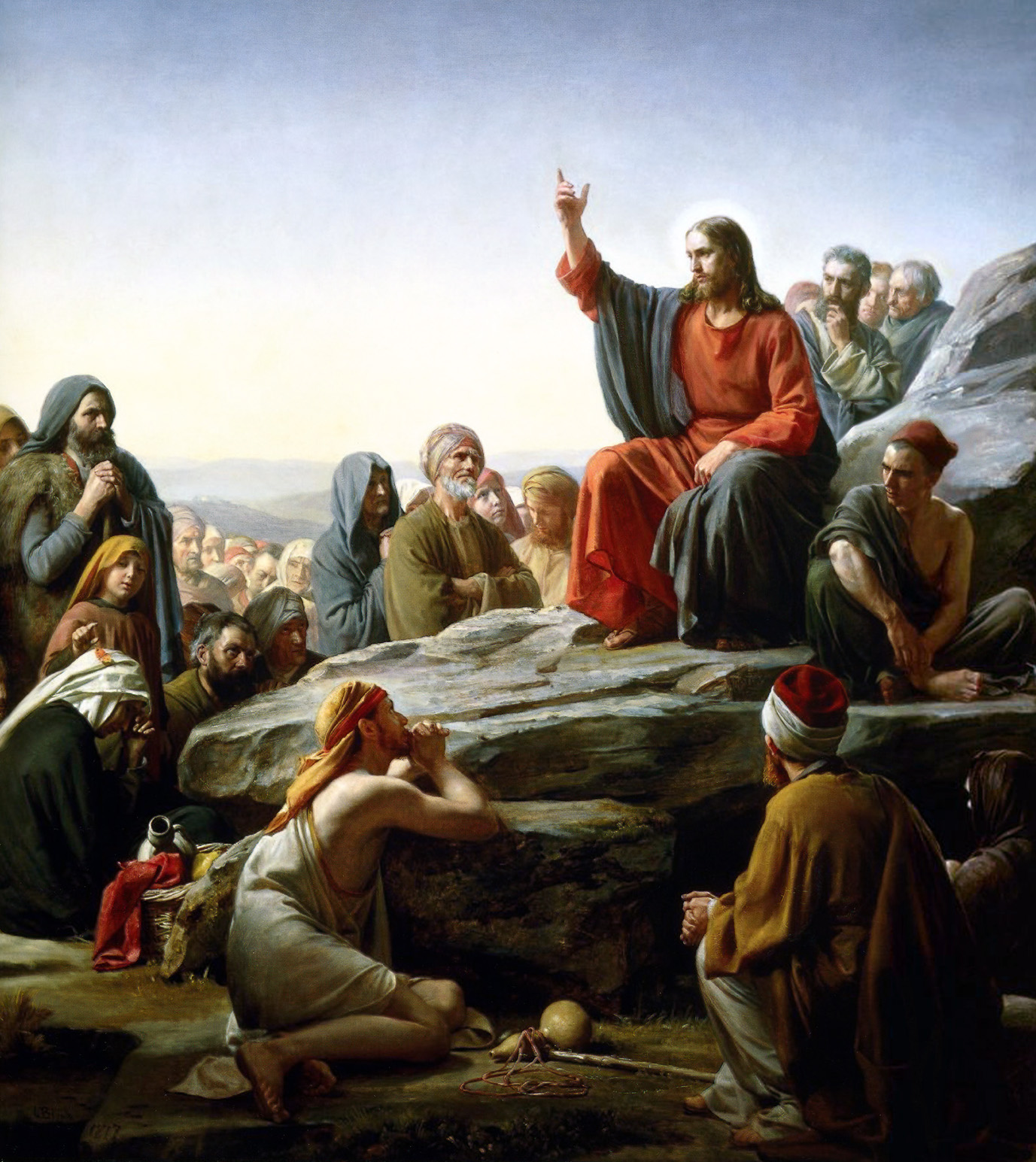
Sermão da Montanha, pronunciação na qual Jesus Cristo adverte os circunstantes sobre os falsos profetas que estão por vir ao mundo (obra de Carl Heinrich Bloch, século XIX).

Predições cristãs não cumpridas é um apanhado, conjunto organizado em forma de artigo, apresentando as previsões de eventos cristãos [quase sempre escatológicos, e sempre, ao final, falhas), realizadas por figuras religiosas notáveis a seu tempo, as quais efetivamente não ocorreram no período de tempo especificado. As previsões são listadas de acordo com as confissões ou denominações religiosas a que pertenciam.

## Previsões clássicas

### Igreja Adventista
Adventismo e, logo, todas as confissões ou denominações cristãs que seguem a mesma base doutrinária em essência, tem suas raízes nos ensinamentos de William Miller, um então pregador Batista. Ele previu que o Segundo Advento (donde Adventismo) de Jesus Cristo ocorreria antes de 21 de Março de 1844. Sobrevinda a data, nova previsão foi 18 de abril de 1844. Chegada a data, outro Milerita (assim ficaram conhecidos os seguidores das novas ideias de William Miller), Samuel S. Snow, derivou a data de 22 de outubro de 1844. O não-cumprimento dessas previsões tem sido classicamente chamado de Grande Decepção Milerita.

### Igrejas Anabatistas
Certos anabatistas do século XVI acreditavam que o Milênio ocorreria no ano de 1533. Outra fonte relata: "Quando a profecia falhou, os anabatistas tornaram-se mais zelosos e alegaram que as duas testemunhas (Enoque e Elias) tinham efetivamente  vindo na forma de Jan Matthys e Jan Bockelson, respectivamente; eles teriam de configurar a Nova Jerusalém em Münster (Alemanha). Münster tornou-se uma assustadora ditadura sob o controle de Bockelson. Apesar de todos os católicos e luteranos terem sido expulsos da cidade, o millennium nunca veio."

### Igreja Anglicana
No volume II de A Fé Profética de Nossos Pais, autor Leroy Edwin Froom fala de um proeminente Anglicana prelado, que fez uma relevante previsão: "Edwin Sandys (1519-1588), Arcebispo de York e Primaz da Inglaterra, nasceu em Lancashire... Sandys diz, 'Agora, como nós não sabemos o dia e a hora, por isso, vamos ter certeza de que esta vinda do Senhor está próxima. Ele não está de folga, como fazemos contagem negligente. De que está à mão, pode ser, provavelmente, reunidos nas Escrituras em diversos lugares. Os sinais mencionados por Cristo no Evangelho, que deveriam ser os prognosticadores deste dia terrível, são quase todos cumpridos'"

### Igreja Assembleia de Deus
Durante a I Guerra Mundial, The Weekly Evangel (10 de abril de 1917, pg. 3)uma publicação oficial das Assembleias de Deus, fez essa previsão: "ainda não estamos propriamente no Armagedom, mas em seu início, e pode ser, se os estudantes da profecia ler os sinais corretamente, que Cristo virá antes de a guerra atual findar, e antes do Armageddon... A guerra preliminar para o Armagedom, ao que parece, já começou". Outras edições especularam que o fim viria mais, o mais tardar, em 1934 ou 1935.

### Igreja Capela do Calvário
O fundador da Capela do Calvário, Chuck Smith, publicou o livro Fim dos Tempos , em 1979. Na capa do seu livro, Smith é chamado de um "bem conhecido estudioso da Bíblia e professor de profecia." Nesse livro, ele escreveu:
Quando olhamos para a cena mundial hoje, parece que a vinda do Senhor está muito, muito próxima. No entanto, não sabemos quando será. Pode ser que o Senhor espere mais tempo. Se eu entendi as Escrituras corretamente, Jesus nos ensinou que a geração que vê o 'brotar da figueira', o nascimento da nação de Israel, será a geração que vê a volta do Senhor; Eu acredito que a geração de 1948 é a última geração. Como uma geração de juízo é de quarenta anos e a tribulação dura sete anos, creio que o Senhor poderia voltar para sua igreja a qualquer momento antes do início da tribulação, o que significaria qualquer momento antes de 1981. (1948 + 40 - 7 = 1981) é possível que Jesus esteja namorando o começo da geração de 1967, quando Jerusalém foi novamente ao controle israelense pela primeira vez desde 587 aC. Não sabemos ao certo qual ano realmente marca o começo da última geração
Esse mesmo ponto de vista foi publicado pelo pastor Hal Lindsey, em seu amplamente publicado  livro No Final do Grande Planeta Terra.

### Igreja Católica Romana
Quando, em 1525 Martinho Lutero, ex-monge, casou-se com Catarina de Bora, ex-freira, seus inimigos disseram que sua descendência seria cumprir a antiga tradição de que o Anticristo seria o filho dessa união. O Católico, estudioso e teólogo Erasmus observou que a tradição poderia aplicar-se a milhares dessas crianças.
Em 1771, o Bispo Charles Walmesley publicou, sob o nom de plume de "Signor Pastorini", sua "História Geral da Igreja Cristã desde o Seu Nascimento até a Sua Final Triunfante de Estado no Céu e Principalmente, Deduzido o Apocalipse de São João, o Apóstolo e Evangelista". Nela,  ele atribuiu o que ele chamou de a quinta era da Igreja, com uma duração de 300 anos, começando com a Reforma Protestante , em 1520 ou 1525. Este foi amplamente interpretado como prever a queda do Protestantismo pelo 1825. Na verdade, apenas quatro anos mais tarde, a Roman Catholic Relief Act 1829 trouxe para culminar o processo de Emancipação Católica em todo o Reino Unido da Grã-Bretanha e Irlanda.

### Igreja Irvingista
O conhecido clérigo escocês Edward Irving foi o precursor da Igreja Católica Apostólica. Em 1828 ele escreveu uma obra intitulada Os Últimos Dias: Um Discurso sobre o Caráter Malvado de Nossos Nossos Tempos, Provando-os para serem os 'Perigosos Tempos' e os Últimos Dias. Nas páginas 10–22, encontramos algumas informações que incluem o seguinte:
Eu concluo, portanto, que os últimos dias ... começarão a se estender desde o tempo da aparição de Deus para o seu povo antigo, e reunindo-os para o trabalho de destruir todas as nações anticristãs, de evangelizar o mundo e de governá-lo durante o Milênio ... Os tempos e a plenitude dos tempos, tantas vezes mencionados no Novo Testamento, considero como referindo-se ao grande período numerado por vezes ... Agora, se este raciocínio estiver correto, como pode haver pouca dúvida de que o mil duzentos e sessenta dias concluídos no ano de 1792, e os trinta dias adicionais no ano de 1823, já estamos inscritos nos últimos dias, e a vida ordinária de um homem levará muitos de nós até o fim deles. Se isto é assim, isso dá ao assunto com o qual nós introduzimos o ministério deste ano uma grande importância, de fato.

### Igreja Luterana
O fundador da Igreja Luterana foi o reformador Martinho Lutero (1483-1546 A. D.). De acordo com uma autoridade, Lutero aventurou-se a prever: "Pela minha parte, estou certo de que o Dia do Juízo está próximo. Não importa que nós não saibamos o dia exato... talvez alguém possa descobrir. Mas é certo que o tempo agora está no fim." Outro autor diz: "Em todas [Lutero] havia um senso de urgência em que o tempo era curto... o mundo estava indo para o Armagedom, a guerra com os Turcos."
Mesmo após a morte de Lutero em 1546, os líderes luteranos mantiveram a reivindicação da proximidade do fim. Por volta do ano 1584, um zeloso luterano chamado Adam Nachenmoser escreveu o grande volume Prognosticum Theologicum, no qual ele previu: "Em 1590 o Evangelho seria pregado a todas as nações e uma maravilhosa união seria alcançada. Os últimos dias deveriam então estar por perto." Nachenmoser ofereceu numerosas conjecturas sobre a data; 1635 parecia mais provável.
O Sínodo da Igreja Luterana-Missouri publicou um estudo em 1989 refutando qualquer fim dos tempos, declarando que "repetidamente ensinado por Jesus e os apóstolos é a verdade que a hora exata da vinda de Cristo permanece escondida nos conselhos secretos de Deus (Mt 24: 36).".

### Igreja Menonita
O ministro menonita russo, Claas Epp Jr., previu que Cristo retornaria em 8 de março de 1889 e, todavia, a data sobreveio e transcorreu sem intercorrências, em 1891.

### Igreja Montanista
Montanus, que fundou o movimento Montanista em 156 d.C., previu que Jesus retornaria durante a vida dos membros fundadores do grupo.

### Igreja Mórmon
Joseph Smith, fundador da Fé Mórmon, fez várias dezenas de profecias durante sua vida, muitas das quais estão registradas nos textos sagrados daquela confissão. As profecias incluíram previsões da Guerra Civil , a vinda de Jesus e várias previsões menos significativas. Os apologistas da Igreja citam profecias que afirmam terem-se tornado verdade, enquanto os críticos da igreja citam profecias que afirmam não se terem realizado.

### Igreja Presbiteriana
Thomas Brightman, que viveu de 1562 a 1607, foi chamado de "um dos pais do Presbiterianismo na Inglaterra". Ele previu que "entre 1650 e 1695 [nós] veríamos a conversão dos muitos judeus e um renascimento de sua nação na Palestina... a destruição do papado... as Bodas do Cordeiro e sua esposa".
Christopher Love, que viveu de 1618 a 1651, era um graduado brilhante de Oxford e um convicto presbiteriano. Ele0 previu que: (1) Babilônia cairia em 1758 (2) A ira de Deus contra os iníquos seria demonstrada em 1759 e (3) em 1763 ocorreria um grande terremoto em todo o mundo.

### Igreja Torre de Vigia
Charles Taze Russell, o primeiro presidente da Sociedade Torre de Vigia, calculou 1874 como o ano da Segunda Vinda de Cristo e ensinou que Cristo estava "invisivelmente presente" e governando desde os céus desde aquele ano. Russell proclamou "o retorno invisível de Cristo" em 1874, a ressurreição dos santos em 1875 e previu o fim da "colheita" e o Arrebatamento dos santos para o céu 1878, e o fim final do "dia da ira" em 1914. O ano de 1974 foi considerado o fim de 6.000 anos da história humana e o começo do julgamento por Cristo. Uma publicação de 1917 da Sociedade Torre de Vigia previu que, em 1918, Deus iria começar a destruir igrejas e milhões de seus membros.
Joseph Franklin Rutherford, presidente sucessor da Sociedade Torre de Vigia, previu o início do Milênio em 1925, e que figuras bíblicas como Abraão, Isaque, Jacó e David ressuscitados como "príncipes". A Sociedade Torre de Vigia comprou uma propriedade e construiu uma casa, Beth Sarim, na Califórnia, para seu retorno.
A partir de 1966, declarações em publicações das Testemunhas de Jeová geraram fortes expectativas de que o Armagedom chegasse em 1975. Em 1974, Testemunhas foram elogiadas por vender suas casas e propriedades para "terminar o resto de seus dias neste sistema antigo", pregando em tempo integral. Em 1976, A Sentinela aconselhou aqueles que se tinham "desapontado" pelas expectativas não cumpridas de 1975 em ajustar seu ponto de vista, por ter sido entendimento "baseado em premissas erradas". Quatro anos depois, a Sociedade Torre de Vigia admitiu sua responsabilidade em construir a esperança em relação a 1975.